# Kitérőgyár megállóhely
Kitérőgyár megállóhely egy Heves vármegyei vasúti megállóhely Gyöngyös településen, a MÁV üzemeltetésében. Az egykori Gyöngyöspüspöki község területén, a város belterületének déli széle közelében helyezkedik el, közúti megközelítését csak önkormányzati utak biztosítják. 2022. december 11-tól Kitérőgyár megállóhelyen a járatok feltételesen állnak meg.

## Vasútvonalak
A megállóhelyet az alábbi vasútvonalak érintik:
- Vámosgyörk–Gyöngyös-vasútvonal

## Kapcsolódó állomások
A megállóhelyhez az alábbi állomások vannak a legközelebb:
- Gyöngyöshalász megállóhely (Vámosgyörk–Gyöngyös-vasútvonal)
- Gyöngyös vasútállomás (Vámosgyörk–Gyöngyös-vasútvonal)

## Forgalom
| Járat            | Útvonal | Gyakoriság           |
| ---------------- | --- | -------------------- |
| Mátra InterRégió | Budapest-Keleti – Gödöllő – Máriabesnyő – Bag – Aszód – Tura – Hatvan – Vámosgyörk – Gyöngyöshalász – Kitérőgyár – Gyöngyös | Óránként             |
| személyvonat     | Hatvan → Vámosgyörk → Gyöngyöshalász → Kitérőgyár → Gyöngyös                                                                | Napi 1 Gyöngyös felé |